# Classe ATC M01
La classe ATC M01, dénommée « Produits anti-inflammatoires et antirhumatismaux », est un sous-groupe thérapeutique de la classification anatomique, thérapeutique et chimique, développée par l'OMS pour classer les médicaments et autres produits médicaux. La classe ATC vétérinaire correspondante dans la classification ATCvet est QM01. Le sous-groupe présenté ici est celui établi par l'OMS, et peut donc différer des versions dérivées utilisées dans certains pays. Il fait partie du groupe anatomique M de la classification, intitulé « Système musculo-squelettique ».

## M01A Anti-inflammatoires, antirhumatismaux, non stéroïdiens

### M01AA Butylpyrazolidines
M01AA01 Phénylbutazone
M01AA02 Mofébutazone
M01AA03 Oxyphenbutazone
M01AA05 Clofézone
M01AA06 Kébuzone
« QM01AA90 » Suxibuzone
« QM01AA99 » Associations

### M01AB Dérivés de l'acide acétique et apparentés
M01AB01 Indométacine
M01AB02 Sulindac
M01AB03 Tolmétine (en)
M01AB04 Zomépirac (en)
M01AB05 Diclofénac
M01AB06 Alclofénac (en)
M01AB07 Bumadizone (en)
M01AB08 Étodolac
M01AB09 Lonazolac (en)
M01AB10 Fentiazac (en)
M01AB11 Acémétacine (en)
M01AB12 Difenpiramide (en)
M01AB13 Oxamétacine (en)
M01AB14 Proglumétacine (en)
M01AB15 Kétorolac
M01AB16 Acéclofénac
M01AB17 Bufexamac
M01AB51 Indométacine, associations
M01AB55 Diclofénac, associations

### M01AC Oxicams
M01AC01 Piroxicam
M01AC02 Ténoxicam
M01AC04 Droxicam (en)
M01AC05 Lornoxicam (en)
M01AC06 Méloxicam
M01AC56 Méloxicam, associations

### M01AE Dérivés de l'acide propionique
M01AE01 Ibuprofène
M01AE02 Naproxène
M01AE03 Kétoprofène
M01AE04 Fénoprofène (en)
M01AE05 Fenbufène (en)
M01AE06 Bénoxaprofène (en)
M01AE07 Suprofène (en)
M01AE08 Pirprofène (en)
M01AE09 Flurbiprofène
M01AE10 Indoprofène (en)
M01AE11 Acide tiaprofénique
M01AE12 Oxaprozine
M01AE13 Ibuproxam (en)
M01AE14 Dexibuprofène (en)
M01AE15 Flunoxaprofène (en)
M01AE16 Alminoprofène (en)
M01AE17 Dexkétoprofène (en)
M01AE18 Naproxcinod
M01AE51 Ibuprofène, associations
M01AE52 Naproxène et ésoméprazole
M01AE53 Kétoprofène, associations
M01AE56 Naproxène et misoprostol
« QM01AE90 » Védaprofène (en)
« QM01AE91 » Carprofène (en)
« QM01AE92 » Tépoxaline (en)

### M01AG Fénamates
M01AG01 Acide méfénamique
M01AG02 Acide tolfénamique
M01AG03 Acide flufénamique
M01AG04 Acide méclofénamique
« QM01AG90 » Flunixine (en)

### M01AH Coxibs
M01AH01 Célécoxib
M01AH02 Rofécoxib
M01AH03 Valdécoxib
M01AH04 Parécoxib
M01AH05 Étoricoxib
M01AH06 Lumiracoxib (en)
M01AH07 Polmacoxib
« QM01AH90 » Firocoxib
« QM01AH91 » Robenacoxib
« QM01AH92 » Mavacoxib (en)
« QM01AH93 » Cimicoxib (en)
« QM01AH94 » Déracoxib (en)

### M01AX Autres anti-inflammatoires antirhumatismaux non stéroïdiens
M01AX01 Nabumétone
M01AX02 Acide niflumique
M01AX04 Azapropazone (en)
M01AX05 Glucosamine
M01AX07 Benzydamine
M01AX12 Polysulfate de glucosaminoglycane
M01AX13 Proquazone (en)
M01AX14 Orgotéïne
M01AX17 Nimésulide
M01AX18 Féprazone (en)
M01AX21 Diacérhéine
M01AX22 Morniflumate (en)
M01AX23 Ténidap (en)
M01AX24 Oxacéprol (en)
M01AX25 Sulfate de chondroïtine
M01AX26 Huiles d'avocat et de soja, insaponifiables
QM01AX52 Acide niflumique, associations
M01AX68 Féprazone, associations
« QM01AX90 » Pentosan polysulfate (en)
« QM01AX91 » Aminopropionitrile (en)
QM01AX92 Grapiprant
« QM01AX99 » Associations

## M01B Anti-inflammatoires antirhumatismaux en association

### M01BA Anti-inflammatoires antirhumatismaux en association avec des corticoïdes
M01BA01 Phénylbutazone et corticoïdes
M01BA02 Dipyrocétyl et corticoïdes
M01BA03 Acide acétylsalicylique et corticoïdes
QM01BA99 Associations

### M01BX Autres anti-inflammatoires antirhumatismaux en association avec d'autres médicaments
Classe vide.

## M01C Antirhumatismaux spécifiques

### M01CA Quinoléines
M01CA03 Oxycinchophène

### M01CB Médicaments à base d'or
M01CB01 Aurothiomalate de sodium
M01CB02 Aurothiosulfate de sodium
M01CB03 Auranofine
M01CB04 Aurothioglucose
M01CB05 Aurotioprol

### M01CC Pénicillamine et analogues
M01CC01 Pénicillamine
M01CC02 Bucillamine

### M01CX Autres antirhumatismaux spécifiques
Classe vide.